# 大倉 (玉名市)
大倉（おおくら）は、熊本県玉名市の大字。郵便番号865-0023。

## 地理
玉名市の中央部、市中心部から菊池川を挟んだ東側に位置する。菊池川下流域にあたる。北部を東西に国道208号が通り、それに沿って鹿児島本線が通っている。西部には菊池川に沿って熊本県道1号熊本玉名線が南北に通っている。南西部には桃田運動公園が所在している。また、「亀頭迫」という字もある。

### 河川
- 菊池川

## 世帯数と人口
2015年（平成27年）10月1日現在の世帯数と人口は以下の通りである。
| 町丁 | 世帯数  | 人口    |
| ---- | ------- | ------- |
| 大倉 | 558世帯 | 1,218人 |

## 小・中学校の学区
市立小・中学校に通う場合、学区は以下の通りとなる。
| 番地 | 小学校             | 中学校             |
| ---- | ------------------ | ------------------ |
| 全域 | 玉名市立八嘉小学校 | 玉名市立玉南中学校 |

## 交通

### 道路
国道
- 国道208号

県道
- 熊本県道1号熊本玉名線

## 施設
- 桃田運動公園
- 総合体育館
- 俵ころがし水際緑地
- おおくらの森保育園
- 玉名大倉郵便局